# زمین‌لرزه ۱۹۰۱ چیویوت

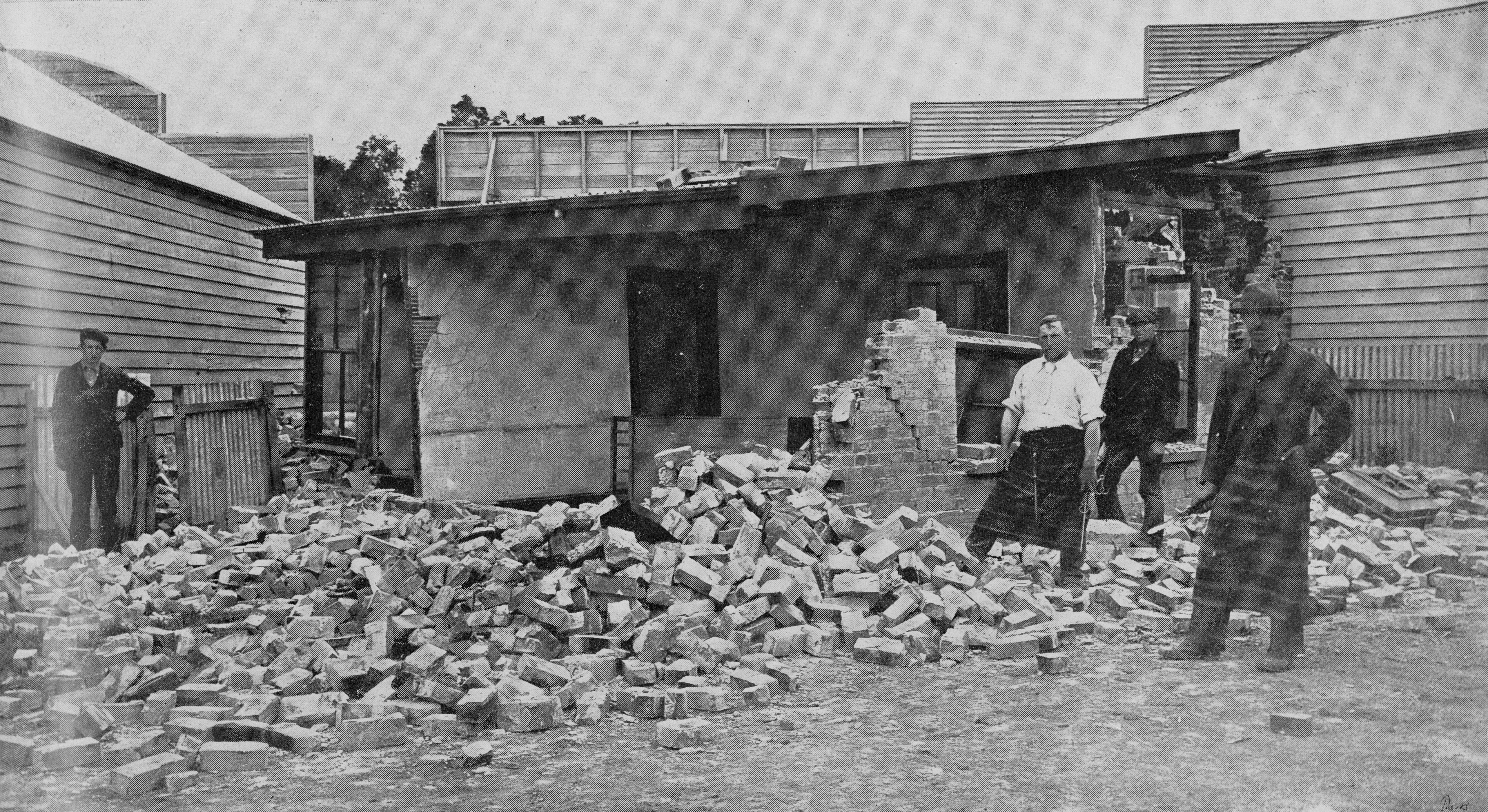
خانه آجری که در اثر زمین لرزه فرو ریخته است

زمین‌لرزه چیویوت  در تاریخ ۱۵ نوامبر ۱۹۰۱ میلادی، برابر با ‎۲۴ آبان ۱۲۸۰، ساعت ۲۰:۱۵:۰۰ به زمان یوتی‌سی در نیوزلند، منطقه چیویوت رخ داد. بزرگی آن ۶٫۸ در مقیاس Ms اعلام شده‌است. زمین‌لرزه به وقت محلی در روز شنبه، ساعت ۸ روی داده و منطقه زمانی آن یوتی‌سی +۱۲ بوده‌است (با لحاظ تغییر ساعت تابستانی).
شمار کشتگان زلزله حدود ۱ نفر بوده‌است.